# Vincent Ruiz
Vincent Ruiz (né en 1995) est un vigneron originaire de l'Ardèche, référence dans la production de vin nature.
Il commence sa carrière en 2018 au domaine de Cornas, avant de reprendre avec d'autres vignerons le domaine du Gringet (anciennement domaine Dominique Belluard) à Ayze en 2022. En parallèle, il continue de vinifier les vins de la maison de négoce Vincent Ruiz (Saint-Romain-de-Lerps).

## Maison de négoce Vincent Ruiz
Créée en 2020, la maison de négoce se concentre sur la vente de vins issus de syrah et de grenache. Les raisins sont issus de parcelles du plateau des Gras. 

## Domaine du Gringet
Vers la fin des années 1980, Dominique Belluard reprend les rênes du domaine familial au cœur de la Vallée de l'Arve en Haute-Savoie. Rapidement, il devient une figure incontournable du vin savoyard, source d'un revirement bienvenu dans la renommée de ce terroir. Grâce au cépage phare du domaine, le gringet, ainsi qu'au talent de commercial de Dominique, le domaine acquiert une certaine notoriété jusqu'à la mort de son créateur en 2021.
À la suite de la disparition de Dominique Belluard, Vincent Ruiz et son ancien employeur, Franck Balthazar, reprennent le domaine et le nomment du nom du fameux cépage qui a fait sa renommée : Domaine du Gringet.
En 2021 et 2022, Vincent Ruiz vend les derniers vins du domaine vinifiés par feu Dominique Belluard.
Le domaine est constitué de 9,5 ha de vignes et prône le modèle de l'agriculture régénérative.